# Laguna Allicocha
La laguna Allicocha (en français : lac Allicocha, du quechua: Alliqucha, « lagon bon ou sain »), est un lac glaciaire situé dans la cordillère Blanche à 4 482 m d'altitude. Elle est issue de la fonte des glaciers orientaux du Paccharaju et du Copa au début du XXe siècle.
C'est le deuxième plus grand lac du groupe des quinze lacs situés dans le bassin du río Vesubio et le troisième plus grand de la province d'Asunción. De couleur turquoise, il est situé à 2h de marche de la route, dans la quebrada Vesubio.
Après une étude de l'INAIGEM publiée en mai 2018, Allicocha est considéré comme un lac à haut risque de débordement,.